# Couplage de Cadiot-Chodkiewicz
Le couplage de Cadiot-Chodkiewicz est, en chimie organique, une réaction de couplage entre un alcyne vrai et un halogènoalcyne catalysée par un sel cuivreux comme le bromure de cuivre(I) (en) et une base aminée
Le produit de la réaction est un diyne dissymétrique.
Le mécanisme réactionnel implique la déprotonation par la base du proton acétylénique suivie par la formation d'un acétylure de cuivre(I). Un cycle d'addition oxydante et d'élimination réductrice sur l'atome de cuivre crée alors une nouvelle liaison carbone-carbone.
Pour créer un diyne symétrique, deux autres réactions sont possibles : le couplage de Glaser ainsi que la réaction d'Eglington.

## Couplage de Cadiot-Chodkiewicz
Dans une étude, le couplage de Cadiot-Chodkiewicz a été utilisé dans la synthèse de macrocycles éthyniques en partant du cis-1,4-diéthynyl-1,4-diméthoxycyclohexa-2,5-diène. Ce composé est également le produit de départ pour le dibromure obtenu via réaction avec le NBS et le nitrate d'argent :

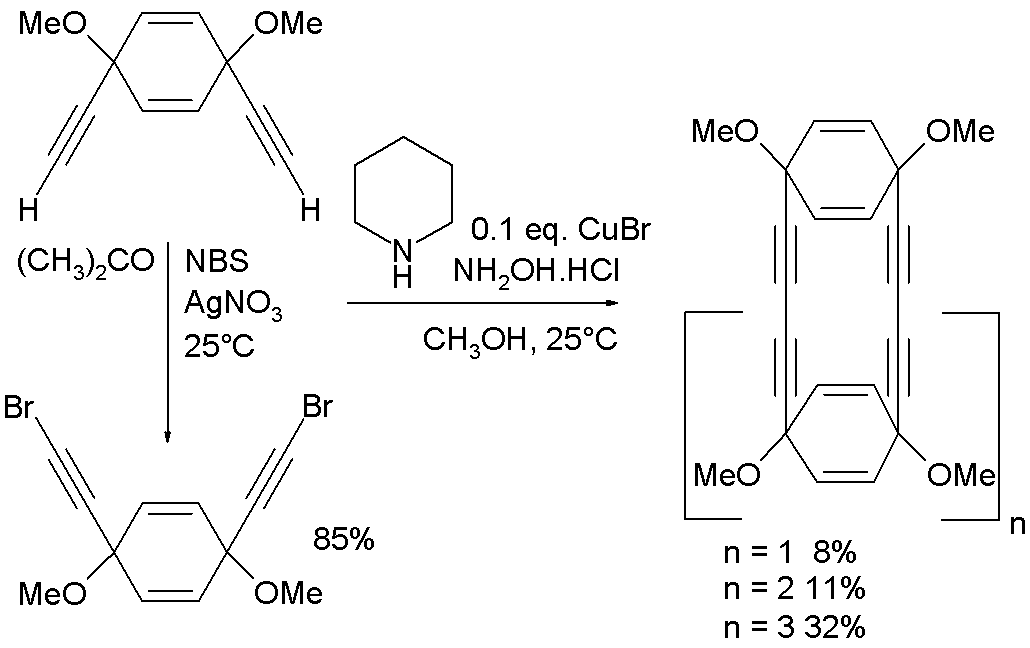
Application du couplage de Cadiot-Chodkiewicz.

La réaction de couplage elle-même prend place dans le méthanol avec de la pipéridine, de l'hydroxylamine hydrochlorée et le bromure de cuivre(I).

## Réaction d'Eglinton
Dans la réaction d'Eglinton publiée, deux alcynes terminaux sont couplés directement par un sel de cuivre II comme l'acétate cuivrique. Cette procédure a été utilisée dans la synthèse du cyclooctadécanonaène. Un autre exemple en est la synthèse du diphényldiéthyne à partir de phényléthyne.

## Couplage de Glaser
Le couplage de Glaser est de loin le couplage acétylénique le plus ancien (1869) et est basé sur un sel cuivreux comme le bromure de cuivre(I) et un oxydant supplémentaire comme l'oxygène. La base dans son champ d'application d'origine est l'ammoniac,.

## Couplage de Hay
Le couplage de Hay est une autre version du couplage de Glaser avec un complexe de TMEDA et du chlorure de cuivre(I). Un exemple en est le couplage du triméthylsilyléthyne.